# Literary Club

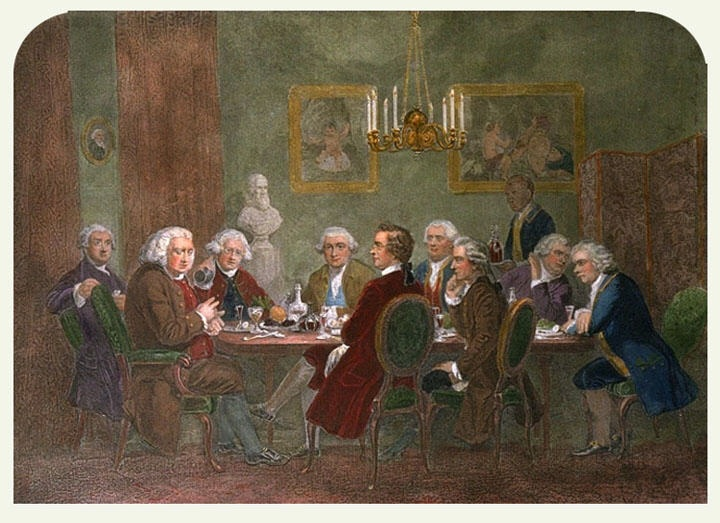
Une soirée chez Reynolds en 1781, d'après James Doyle. De g. à dr. : Boswell, Johnson, Reynolds, Garrick, Burke, Paoli, Burney, T. Warton, Goldsmith.

Le Literary Club, ou The Club, est une assemblée littéraire fondée à Londres en février 1764 par l'écrivain Samuel Johnson et le peintre Joshua Reynolds sur le modèle de l'Académie française. Leur dessein était de former une société d'excellence en réunissant les meilleurs spécialistes en tous domaines, littéraire, philosophique, scientifique ou artistique, comme en témoigne la liste de ses membres dès les premières années : le philosophe Edmund Burke, l'acteur David Garrick, l'historien Edward Gibbon, le naturaliste Joseph Banks, l'économiste Adam Smith...
Tout en portant la marque de Johnson, le Club dans sa version initiale se confondait avec l'entourage de Reynolds, comme le montre le tableau  de James Doyle, maintes fois réédité sous forme de gravures, qui représente une soirée chez Reynolds en 1781 (cf. ci-contre) : tous les commensaux font partie du Club, à l'exception de Pascal Paoli, le patriote corse soutenu par Boswell.

## Origines

### Johnson et Reynolds

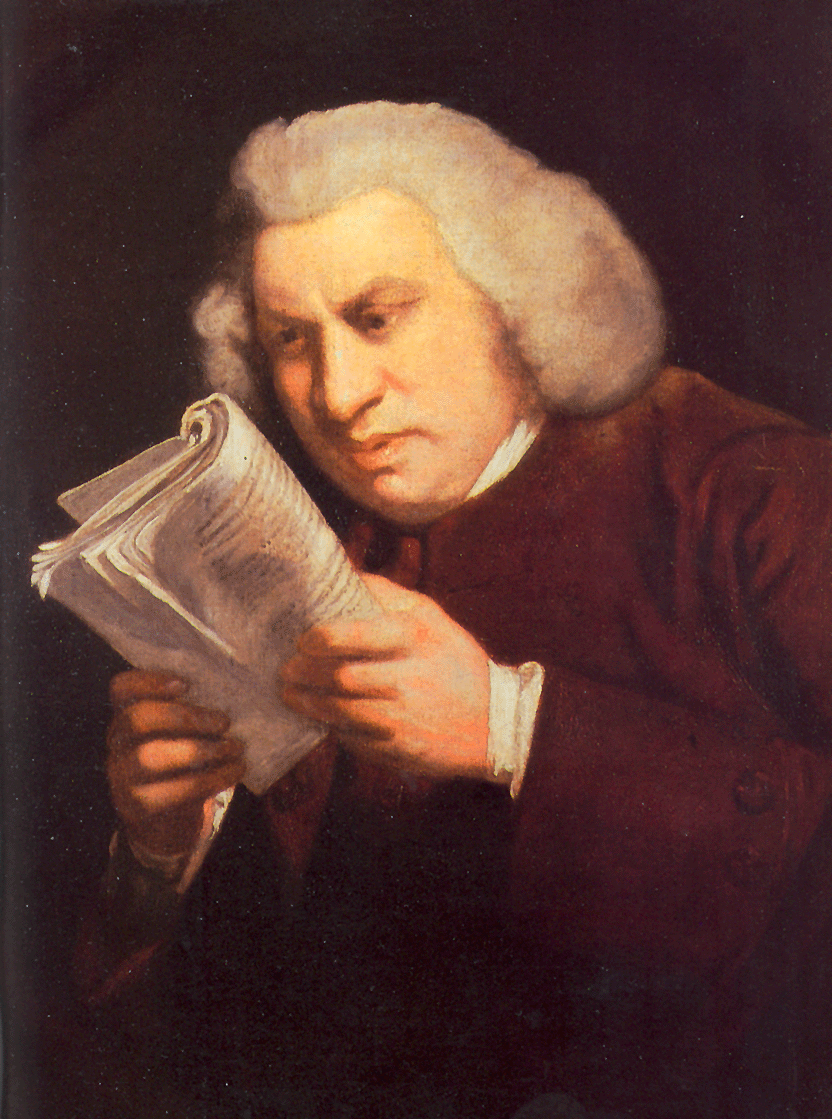
Joshua Reynolds : Portrait de Samuel Johnson.

Même si le véritable instigateur du Club fut Sir Joshua Reynolds plutôt que Samuel Johnson, c'est à Johnson que les commentateurs se référèrent dès les premiers temps en surnommant cette assemblée le Johnson's Club ou encore, avec une éloquente simplicité, The Johnson. 
Il est vrai que la forte personnalité de Samuel Johnson joua pour beaucoup dans la composition du Club, notamment lorsqu'il y fit admettre James Boswell, encore peu connu à l'époque et dont nul, pas même Johnson, ne pouvait prédire qu'il deviendrait l'auteur d'un classique de la littérature britannique – la monumentale biographie de Johnson, précisément. Quant à l'admission d'Oliver Goldsmith, d'abord refusée par Sir John Hawkins au motif que « Goldy », pour être à la fois romancier et dramaturge, n'excellait dans aucun domaine spécifique, et surtout pas dans la médecine (Goldsmith s'est toujours prétendu médecin sans en apporter la moindre preuve), Samuel Johnson l'obtint au prix d'un jeu de mots : le sémillant « Goldy » se retrouva inscrit sous la dénomination de naturalist en raison de son animated nature. En revanche, lorsque Johnson fit admettre son ancien élève et compagnon d'infortune David Garrick, point ne lui fut besoin de se porter garant pour son protégé : Garrick était d'ores et déjà l'acteur le plus célèbre de tout le théâtre britannique, le « monstre sacré » dont les apparitions sur scène provoquaient des embouteillages dans le centre de Londres et dont le visage et les costumes étaient reproduits en guise de décoration sur des tasses à thé.

### Le Club

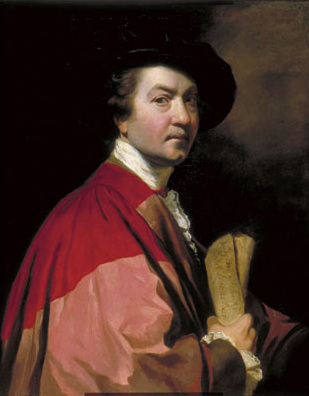
Joshua Reynolds : Autoportrait (1776).

Les premiers temps, les membres du Club se réunissaient une fois par semaine à 19 heures pour souper à l'auberge de la Tête de Turc, la Turk's Head Inn, dans Gerrard Street, à l'angle de Greek Street et de Compton Street, dans le quartier londonien de Soho. Les effectifs s'élevaient alors à 9 membres, qui passèrent à 12, puis à 16, puis à 20 et enfin à 40 en 1780. En 1783, la Turk's Head Inn dut fermer, son propriétaire étant mort, et, au terme de diverses pérégrinations dans les environs, le Club finit par trouver refuge à la Thatched House Tavern (la Taverne de la Chaumière) de St James's Street. 
Dans l'intervalle, le rythme des réunions avait diminué de moitié à mesure qu'augmentait le nombre de participants : elles avaient désormais lieu tous les quinze jours.
Le Club comprenait à l'origine 9 membres qui procédèrent par cooptation. Ensuite, à partir de 1768, lorsque Sir John Hawkins se retira du Club à la suite d'un différend avec Burke, commença la pratique du vote lors de l'admission de Samuel Dyer. Pour l'élection de chaque nouveau candidat, le scrutin se déroulait sous la forme d'une boule blanche (acceptation) ou noire (veto). L'admission requérait l'unanimité. 
La devise du Club était Esto perpetua (« Pour l'éternité »).

## Le XVIIIesiècle

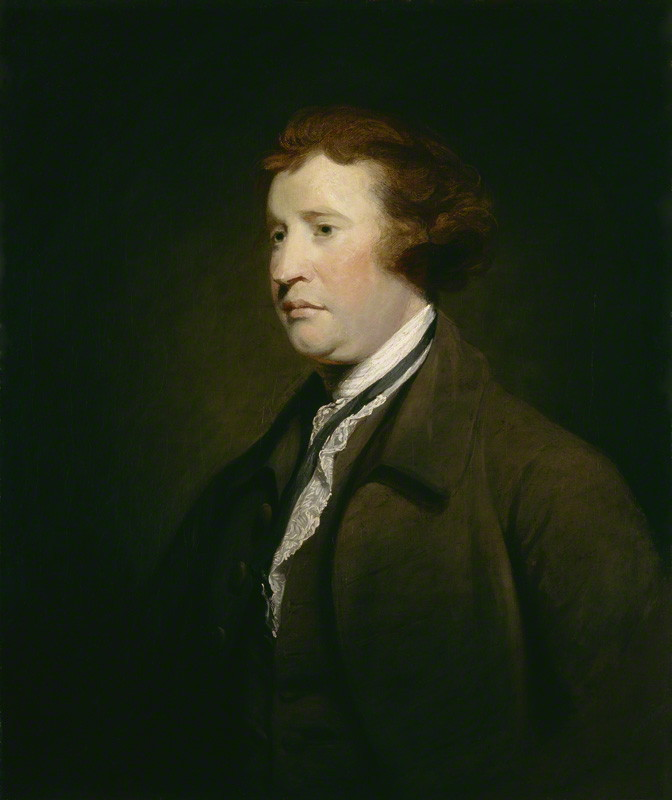
Atelier de Joshua Reynolds : Portrait d'Edmund Burke (1771).

### 1764
Les 9 membres fondateurs étaient :
- Joshua Reynolds, artiste peintre
- Samuel Johnson, essayiste, lexicographe
- Edmund Burke, philosophe et homme politique
- Christopher Nugent
- Topham Beauclerk, homme du monde
- Bennet Langton
- Oliver Goldsmith, romancier, dramaturge
- Anthony Chamier
- John Hawkins (auteur)

### 1768-1792
De nouveaux membres furent élus :
- Samuel Dyer
- Robert Chambers, avocat

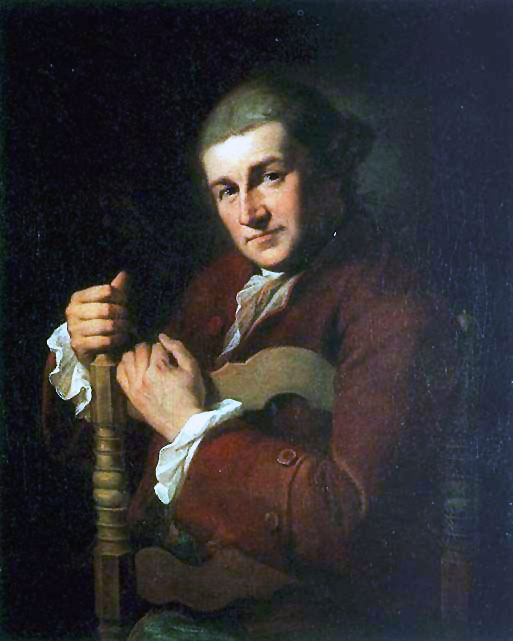
Angelica Kauffmann : Portrait de David Garrick.

- Thomas Percy, évêque et homme de lettres
- George Colman, homme de lettres
- Charles Burney, musicologue
- David Garrick, acteur
- Adam Smith, économiste
- William Jones, philologue
- George Steevens, critique littéraire
- James Boswell, écrivain
- Charles James Fox, député
- George Fordyce, médecin
- James Caulfeild, 1er comte de Charlemont
- Agmondesham Vesey,
- Thomas Charles Bunbury,
- Edward Gibbon, historien
- Thomas Barnard[5].

### 1792
En juin 1792, la liste établie par James Boswell dans sa biographie de Johnson mentionne de nouveaux membres :
- Joseph Banks, naturaliste
- Joseph Warton, critique littéraire
- Thomas Warton, poète lauréat, frère cadet de Joseph Warton
- George Spencer, 2e comte Spencer
- Henry Temple, 2e vicomte Palmerston

## Le XIXesiècle
Parmi les membres du Club au XIXe siècle, l'historien Henry Reeve a recensé : 
- George Hamilton-Gordon, 4e comte d'Aberdeen
- Henry Brougham, 1er baron Brougham and Vaux (1830)
- William Whewell
- Richard Owen (1845)
- Sylvain Van de Weyer (1847)
- Samuel Wilberforce (1849)
- George Campbell 8e duc d'Argyll (1851)
- William Ewart Gladstone (1857)
- John Russell, 1er comte Russell (1857)
- Roderick Murchison (1861)
- Spencer Walpole (1864)
- Henri d'Orléans, duc d'Aumale (1865)
- Alfred Tennyson (1865)
- Hugh Cairns, 1er comte Cairns (1866)
- Charles Thomas Newton (1879)
- Joseph Dalton Hooker (1879)
- Matthew Arnold (1882)
- William Thomson, 1er baron Kelvin (1892)[6]

En 1881, le Club comprenait John Tyndall et Frederic Leighton, 1er baron Leighton, tandis que Henry Reeve était le trésorier. Au XIXe siècle, on peut également citer Thomas Babington Macaulay, 1er baron Macaulay ; Thomas Huxley ; Frederick Hamilton-Temple-Blackwood, 1er marquis de Dufferin and Ava ; et le Premier ministre Robert Arthur Talbot Gascoyne-Cecil, 3e marquis de Salisbury.

#### Ouvrages en français
- James Boswell, Vie de Samuel Johnson, L'Âge d'homme, 2002
- Hester Thrale, Souvenirs et anecdotes sur Samuel Johnson, Anatolia/Le Rocher, 2005

#### Ouvrages en langue anglaise
- James Boswell, Life of Johnson, Oxford University Press, 1980
- The life and selections from the correspondence of William Whewell, Janet Mary Douglas, 1881
- Inns and Taverns of Old London, Henry C. Shelley
- Memoirs of the Life and Correspondence of Henry Reeve, John Knox Laughton
- "The Clubs of London", National Review, Article III, April 1857
- James Sambrook, "Club (act. 1764-1784)", Oxford Dictionary of National Biography, online edition, Oxford Univ. Press, janvier 2007 . cited as 'Sambrook, ODNB.

### Lien  externe
- Old and New London: Volume 3 at British History Online